# 東北鎮台

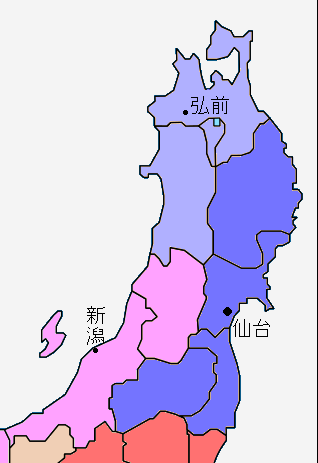
東北鎮台の管地。仙台本営と弘前分営。新潟は東京鎮台第1分営である。

東北鎮台（とうほくちんだい）は、1871年から1873年まで、日本の仙台県（1872年から宮城県）の仙台に置かれた大日本帝国陸軍の部隊である。全国に配置された鎮台の一つで、1873年に仙台鎮台と改称した。

## 解説
東北鎮台は、石巻に設置することが決められた東山道鎮台の後継で、廃藩置県を受けて設置された4つの鎮台の1つである。他の3つは東京鎮台・大阪鎮台・鎮西鎮台である。
兵部省は東北鎮台の本営を石巻、当分は仙台に置くと定めたが、石巻への移転は実現せずに終わった。1871年（明治4年）11月1日に仙台の国分町にあった外人屋に仮の本営を置き、12日に仙台城二の丸に移った。
この時期の鎮台の兵士は士族の中の志願者から採用した壮兵である。仙台本営の兵力は、白石にあった三陸按察使府の岡山藩兵に、旧仙台藩の2個小隊、旧盛岡藩の2個小隊を合わせた。1872年（明治5年）春に、久保田藩（秋田藩）の2個小隊が召集されて仙台に移った。東北鎮台設置前に旧幕府軍の兵士からなる第2連隊第1大隊が岡山藩兵に交代しており、白石から仙台に入ったのは岡山藩兵ではなくこの部隊だとする説もある。旧仙台藩兵の2個小隊は、入れ替わりに弘前に移って分営を置いた。
1872年（明治5年）3月12日に東北鎮台条例が制定され、翌日に布達された。条文は、首都の特例を持つ東京鎮台を除き、同時に制定された他の鎮台のための条例と同じである。鎮台は師が率い、参謀副官が補佐した。
1873年（明治6年）に徴兵制にもとづき従来の4鎮台を6鎮台に再編成したとき、東北鎮台は羽前国も管区とする仙台鎮台に改組した。

## 管区
現在の県域で言うと、東北6県のうち山形県を除く地域にあたる。
- 仙台本営 - 磐城国・岩代国・陸前国・陸中国
- 弘前分営 - 陸奥国・羽後国

## 司令長官
- （欠員）：明治4年8月8日 - 明治5年3月23日
- 三好重臣 大佐：明治5年3月23日 - 明治6年1月9日